# Bustillo del Páramo de Carrión
Bustillo del Páramo de Carrión település Spanyolországban, Palencia tartományban. Bustillo del Páramo de Carrión Riberos de la Cueza, Cervatos de la Cueza, Villarrabé, Villamoronta, Villaturde, Carrión de los Condes és Calzada de los Molinos községekkel határos. Lakosainak száma 55 fő (2024).

## Népesség
A település népessége az elmúlt években az alábbi módon változott:
| Lakosok száma | 91   | 82   | 77   | 72   | 64   | 64   | 62   | 60   | 53   | 55   |
|               | 2001 | 2004 | 2007 | 2009 | 2012 | 2014 | 2017 | 2019 | 2022 | 2024 |